# Кукуштан (станция)

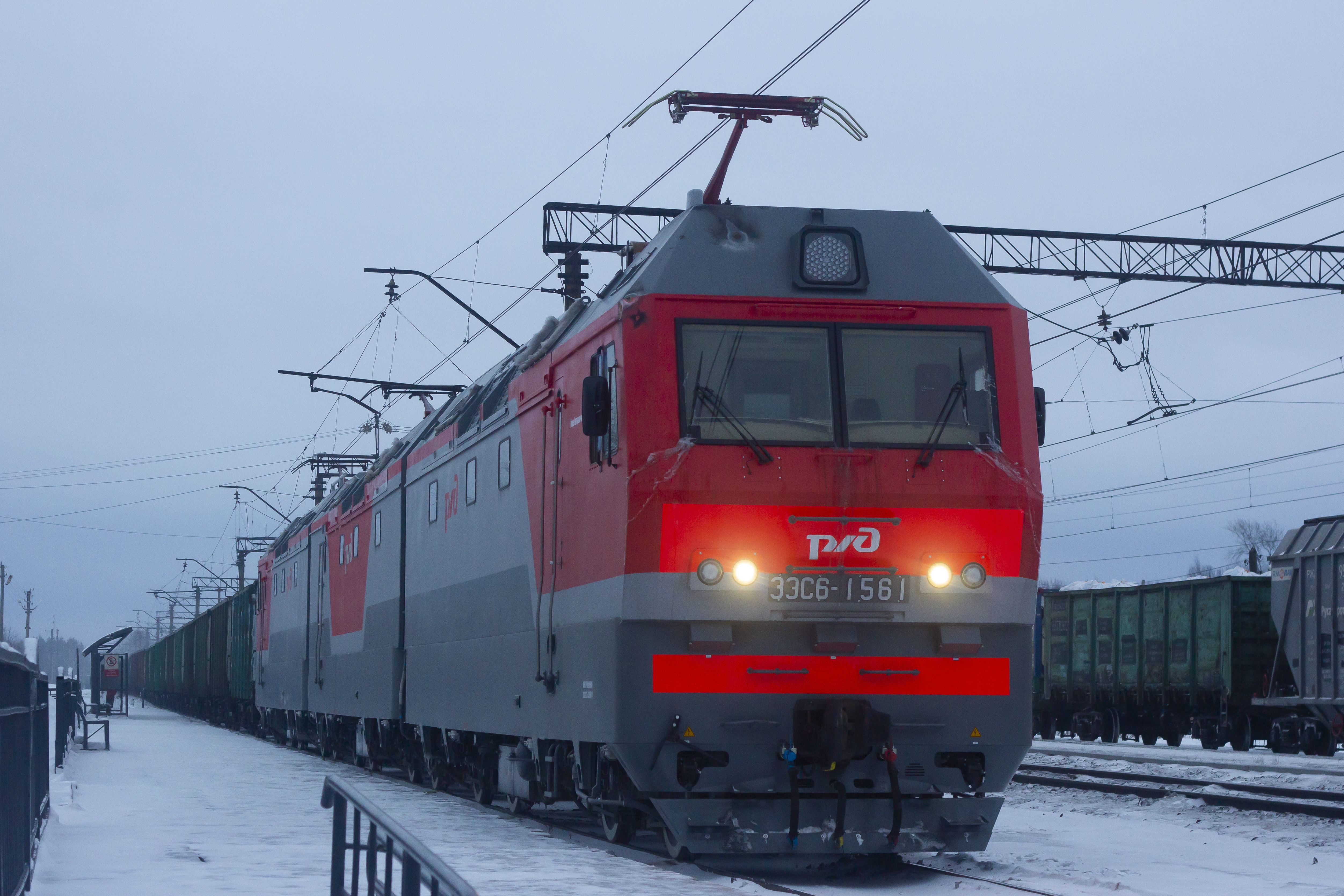
3ЭС6-1561 в трёхсекционном исполнении с грузовым поездом. Россия, Пермский Край, станция Кукуштан

Кукуштан — железнодорожная станция Свердловской железной дороги в Пермском крае на линии Пермь-2 — Екатеринбург-Пассажирский, на основном ходу Транссиба. Открыта в 1909 году. Станция разделяет две части одноимённого посёлка.

## Название
По гидрониму Куштанка (ранее известной как Кокуштан, реке впадающей в реку Бабку вблизи места постройки станции. 

## География
Станция находится недалеко от двух больших станций, Кунгур и Пермь I, на правом берегу реки Бабка. 

## Характеристика
Станция пользуется большой популярностью в летний период, пассажиропоток возрастает почти в 2 раза.
На станции останавливаются все электропоезда идущие по направлению Кордона, Кишерти, Кунгура, Шали.

## История
В 1905 году начато строительство железной дороги Пермь—Кунгур. К этому периоду относится строительство станции Кукуштан возле села Бабка. Здание станции построено по типовому проекту архитектора Вольсова.  При железнодорожной станции возник в 1909 году посёлок Кукуштан; позднее в него вошло село Бабка.